# La chacala
La chacala  (trad.: A Chacala) é uma telenovela mexicana exibida pela Azteca e produzida por Juan David Burns em 1997. 
Foi protagonizada por Christian Bach e Jorge Rivero com antagonização de Julia Marichal.

## Enredo
Javier leva a Delia, sua esposa grávida, a sua fazenda situada em um povo perdido. Apesar de estar rodeada de amor e comodidades, Delia se sente intranquila.
Um dia Javier sai a caçar e mata a um veado, que ante seu horror se converte em homem. Os serventes de Javier jogam o cadáver num barranco e lhe dizem que se esqueça do incidente.
No entanto, o fantasma do morto busca a sua mãe, a bruxa do lugar, e lhe suplica que vingue sua morte. A bruxa se apresenta na fazenda de Javier e debaixo de uma misteriosa e inesperada chuva de trovões e relâmpagos, amaldiçoa a sus familia. 
A esposa de Javier dá à luz gêmeas; uma delas será um temível demônio. Pouco depois a Delia se lhe apresenta o parto e dá à luz uma linda menina. Todos respiram aliviados, mas umas horas depois, Delia volta a sentir contrações. Desta vez nasce uma menina que a desgarra. Delia morre dessangrada, mas sendo as meninas idênticas, ambas lindas e sãs, ficou difícil determinar qual delas causou a morte da mãe.
Passam os anos e as gêmeas possuem personalidades muito diferentes. Gilda é uma doutora independente, que vive na cidade. Já sua irmã Liliana é uma frágil invalida que mora na fazenda. No obstante, em uma delas habita a espantosa Chacala, que logo fará sua aparição, destroçando a vida de quem a rodeia.

## Elenco
- Christian Bach - Delia de Almada/Gilda Almada/Liliana Almada/La Chacala
- Jorge Rivero - Javier Almada
- Rafael Sánchez-Navarro - Joaquín García
- José Alonso - Padre Isaías
- Roberto Blandón - David
- Miguel Ángel Ferriz - Gustavo
- Anna Ciocchetti - Marina
- Enrique Novi - Alfredo
- Wendy de los Cobos - Gabriela
- Ramiro Huerta - Martín
- América Gabriel - Celia
- Irma Infante - Cristina
- Lina Santos - Brenda
- Claudine Sosa - Judith
- Edith Kleiman - Soledad
- Joanydka Mariel - Juana
- Ana Laura Espinosa - Jovita
- Edgardo Eliezer - Negro Simón
- Angelina Cruz - Telma
- Graciela Orozco - Eduviges
- Begoña Palacios - Mireya
- Grecia - Aída
- Julia Marichal - Dominga
- Regina Torné - Almada
- Javier Díaz Dueñas
- Toño Valdez - Kike
- Larry Edén - Armando
- Fernando Ciangherotti - Ismael
- Gerardo Acuña
- Rodolfo Arias
- Carlos Cardán
- Roger Cudney - Professor Von Derek
- Alejandro Fagoaga
- César Fitch
- Fidel Garriga
- José González Márquez - Obispo
- Enoc Leaño - Jesús
- Marta Resnikoff - Tere
- Jorge Reynoso
- Mayra Rojas - Yolanda
- Deborah Ríos - Enfermeira
- Angélica Aragón - Mulher Misteriosa